# Cincinnati Bengals 1974
La stagione 1974 dei Cincinnati Bengals è stata la quinta della franchigia nella National Football League, la settima complessiva. Cincinnati scambiò  Bill Bergey con Philadelphia per due scelte del primo giro e una del terzo giro del 1977. Jim LeClair sostituì Bergey come middle linebacker. Ken Anderson guidò la lega in yard passate, con un record di franchigia di 64,9 di percentuale di completamento. Il cornerback Lemar Parrish guidò la NFL in ritorni su punt.

## Roster
| Roster dei Cincinnati Bengals nel 1974 |
| --- |
| Quarterback - 11 Wayne Clark - 12 Greg Cook - 14 Ken Anderson - 17 Mike Ernst Running Back - 18 Paul Robinson - 19 Essex Johnson - 26 Charlie Davis - 36 Lenvil Elliott - 42 Boobie Clark - 43 Ed Williams - 44 Doug Dressler Wide Receiver - 18 Charlie Joiner - 25 Chip Myers - 85 Isaac Curtis - 86 John McDaniel Tight End - 88 Bruce Coslet - 84 Bob Trumpy - 81 Al Chandler Offensive Linemen - 54 Bob Johnson C - 62 Dave Lapham G - 64 John Shinners G - 71 Rufus Mayes T - 72 Howard Fest G - 73 Pat Matson G - 75 Stan Walters T - 76 Vernon Holland T Defensive Linemen - 68 Bill Kollar DT - 70 Ron Carpenter DT - 74 Mke Reid DT - 77 Bob Maddox DE - 80 Ken Johnson DE - 83 Sherman White DE - 82 Royce Berry DE Linebacker - 50 Vic Koegel - 51 Ken Avery - 52 Doug Adams - 55 Jim LeClair - 56 Tim Kearney - 57 Evan Jolitz - 58 Al Beauchamp - 60 Ron Pritchard Defensive Back - 13 Ken Riley CB - 20 Lemar Parrish CB - 22 Ken Sawyer S - 23 Bernard Jackson S - 29 Lyle Blackwood S - 32 Bob Jones S - 37 Tommy Casanova S Special Team - 41 Dave Green P - 16 Horst Muhlmann K |
| Legenda - I rookie sono in corsivo. - Il primo ruolo è il principale mentre gli eventuali successivi indicano i ruoli secondari. - (IR) sta per Injured Reserve ed indica la lista ristretta per un solo giocatore infortunato che può tornare ad allenarsi dopo la settimana 6 e a rientrare in prima squadra dopo che questa ha giocato 8 partite. - (NF-Inj.) / (NF-Ill.) stanno rispettivamente per Non-Football Injured e Non-Football Illness ed indicano le liste dove viene inserito un giocatore che ha un infortunio o una malattia non dipendente dal football americano. - (PUP) sta per Physically Unable to Perform ed indica la lista dove viene inserito un giocatore mentre è in attesa di recuperare la condizione fisica. Nella stagione regolare dopo la sesta partita giocata dalla propria squadra, il giocatore ha tempo tre settimane per riprendere ad allenarsi, più tre settimane aggiuntive dal suo rientro agli allenamenti per rientrare in prima squadra. |

## Calendario
| Stagione regolare |              |                        |           |        |                      |         |       |
| Turno             | Data         | Avversario             | Risultato | Record | Stadio               | Sintesi |       |
| 1                 | 15 settembre | Cleveland Browns       | V 33–7    | 1–0    | Riverfront Stadium   | 53,113  | Recap |
| 2                 | 22 settembre | San Diego Chargers     | S 17–20   | 1–1    | Riverfront Stadium   | 51,178  | Recap |
| 3                 | 29 settembre | at San Francisco 49ers | V 21–3    | 2–1    | Candlestick Park     | 49,895  | Recap |
| 4                 | 6 ottobre    | Washington Redskins    | V 28–17   | 3–1    | Riverfront Stadium   | 56,175  | Recap |
| 5                 | 13 ottobre   | at Cleveland Browns    | V 34–24   | 4–1    | Cleveland Stadium    | 70,897  | Recap |
| 6                 | 20 ottobre   | at Oakland Raiders     | S 27–30   | 4–2    | Oakland Coliseum     | 51,821  | Recap |
| 7                 | 27 ottobre   | Houston Oilers         | S 21–34   | 4–3    | Riverfront Stadium   | 55,434  | Recap |
| 8                 | 3 novembre   | at Baltimore Colts     | V 24–14   | 5–3    | Memorial Stadium     | 36,110  | Recap |
| 9                 | 10 novembre  | Pittsburgh Steelers    | V 17–10   | 6–3    | Riverfront Stadium   | 57,532  | Recap |
| 10                | 17 novembre  | at Houston Oilers      | S 3–20    | 6–4    | Astrodome            | 44,054  | Recap |
| 11                | 24 novembre  | Kansas City Chiefs     | V 33–6    | 7–4    | Riverfront Stadium   | 49,777  | Recap |
| 12                | 2 dicembre   | at Miami Dolphins      | S 3–24    | 7–5    | Miami Orange Bowl    | 71,962  | Recap |
| 13                | 8 dicembre   | Detroit Lions          | S 19–23   | 7–6    | Riverfront Stadium   | 45,159  | Recap |
| 14                | 14 dicembre  | at Pittsburgh Steelers | S 3–27    | 7–7    | Three Rivers Stadium | 42,878  | Recap |

Note
- Gli avversari della propria division sono in grassetto.

## Classifiche
| AFC Central Division |    |    |   |      |     |       |     |     |     |
|                      | V  | S  | P | %    | DIV | CONF  | PF  | PS  | STR |
| Pittsburgh Steelers  | 10 | 3  | 1 | .750 | 4–2 | 7–3–1 | 305 | 189 | V2  |
| Houston Oilers       | 7  | 7  | 0 | .500 | 4–2 | 7–4   | 236 | 282 | V1  |
| Cincinnati Bengals   | 7  | 7  | 0 | .500 | 3–3 | 5–6   | 283 | 259 | S3  |
| Cleveland Browns     | 4  | 10 | 0 | .286 | 1–5 | 3–8   | 251 | 344 | S2  |